# Misery (Somme)
Pour les articles homonymes, voir Misery.
Misery est une ancienne commune française située dans le département de la Somme, en région Hauts-de-France.
Elle a fusionné avec  Marchélepot  pour former, le 1er janvier 2019, la commune nouvelle de Marchélepot-Misery.

## Géographie
Ce village du Santerre est situé dans une vallée sèche, entre Chaulnes et Péronne, à proximité des autoroutes A29 et A1.
Le territoire communal est caractérisé par une terre franche silico-argileuse, un peu plus calcaire à l'ouest et plus argileuse dans la vallée.
À la fin du XIXe siècle, l'eau des puits provient d'une nappe à 20 ou 30 mètres de profondeur.
En 1898, le village comprend deux dépendances, la Plaine avec une ferme et une maison pour 9 habitants et le Passillon, une maison de garde-barrière à un kilomètre du chef-lieu, avec 6 habitants.

### Transports en commun routiers
La localité est desservie par les autocars du réseau inter-urbain Trans'80, Hauts-de-France (ligne no 44, Montdidier - Chaulnes - Péronne - Roisel et ligne no 50, Péronne - Matigny - Ham).

## Toponymie
Le nom de la localité est attesté sous la forme apud Miseri en 1209.

## Histoire
Des muches (souterrains refuges) que l'on suppose creusés au Moyen Âge sont repérés dans le village.
En 1700, le village appartient à M. Méniel d'Armancourt, valet de chambre de Madame la Dauphine. Sa résidence dans le village est dénommée la Chaumière.
M. Bibault, portemanteau ordinaire du roi, baron de Biaches est seigneur de Misery et autres lieux en 1772. Il possède alors la chaumière de Misery.

### Première Guerre mondiale

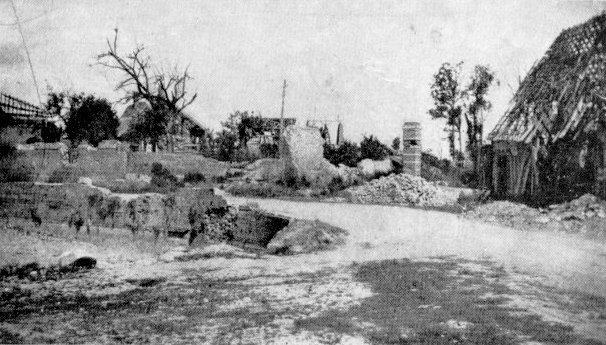
Misery au cours de la Première Guerre mondiale.

Misery est occupée par les Allemands pendant trois ans, du 27 août 1914 à mars 1917, à cause de sa position stratégique. La population est évacuée, le château est occupé par l'état-major ennemi. Le village a presque entièrement été détruit pendant le conflit,.
Le village est considéré comme détruit à la fin de la guerre, et a été décoré de la Croix de guerre 1914-1918 le 27 octobre 1920,.
Seconde Guerre mondiale
La commune est située dans la zone des combats de la bataille de l'Aisne et de la Somme lors de la Seconde Guerre mondiale. En effet la commune, comme Fresnes-Mazancourt, Berny-en-Santerre, Marchélepot, Licourt, Pertain et Villers-Carbonnel fait partie de la ligne Weygand dont la défense est confiée au 22e Régiment de Marche de Volontaires Étrangers (22e RVME),,.
Du 4 au 7 juin 1940, les 2 500 hommes du régiment bloquent l'avance de l'armée allemande. Succombant sous le nombre des attaques d'infanterie, des panzers et des bombardements de l'aviation, de l'artillerie, 800 hommes sont faits prisonniers.
Fusion de communes
Aucun candidat ne s'est présenté au premier tour des élections municipales de 2014, qui n'a donc pas été organisé. Un ancien maire, Eugène Puche, a constitué une liste pour le second tour, qui a été élue.
À la suite de cette difficulté, les municipalités de Misery et de Marchélepot ont engagé une réflexion en vue de leur fusion sous le régime des communes nouvelles, qui aboutit à cette union le 1er janvier 2019.
Après une réunion publique qui a eu lieu le 15 septembre 2018 et un vote favorable des conseils municipaux des communes concernées, Misery et Marchélepot ont fusionné le 1er janvier 2019 pour former la commune nouvelle de Marchélepot-Misery, par un arrêté préfectoral du 28 septembre 2018.
Misery est devenue à cette date une commune déléguée de Marchélepot-Misery.

## Politique et administration

### Rattachements administratifs et électoraux
Misery se trouve dans l'arrondissement de Péronne du département de la Somme. Pour l'élection des députés, elle fait partie depuis 1958 de la cinquième circonscription de la Somme.
Elle faisait partie depuis 1801 du canton de Nesle. Dans le cadre du redécoupage cantonal de 2014 en France, Misery est intégrée au canton de Ham jusqu'à la fusion de 2019.

### Intercommunalité
Misery était adhérente de la communauté de communes de Haute-Picardie créée en 1994 sous le nom de communauté de communes de Chaulnes et environs, et qui a pris sa dénomination de communauté de communes de Haute-Picardie en 1999.
Dans le cadre des dispositions de la loi portant nouvelle organisation territoriale de la République du 7 août 2015, qui prévoit que les établissements publics de coopération intercommunale (EPCI) à fiscalité propre doivent avoir un minimum de 15 000 habitants, la préfète de la Somme propose en octobre 2015 un projet de nouveau schéma départemental de coopération intercommunale (SDCI) qui prévoit la réduction de 28 à 16 du nombre des intercommunalités à fiscalité propre du département.
Le projet préfectoral prévoit la « fusion des communautés de communes de Haute Picardie et du Santerre », le nouvel ensemble de 17 954 habitants regroupant 46 communes,,. À la suite de l'avis favorable de la commission départementale de coopération intercommunale en janvier 2016, la préfecture sollicite l'avis formel des conseils municipaux et communautaires concernés en vue de la mise en œuvre de la fusion le 1er janvier 2017.
Cette procédure aboutit à la création au 1er janvier 2017 de la communauté de communes Terre de Picardie, où Misery a été intégrée jusqu'à la fusion de 2019.

### Liste des maires
| Période                                  | Période       | Identité          | Étiquette | Qualité              |
| ---------------------------------------- | ------------- | ----------------- | --------- | -------------------- |
| Les données manquantes sont à compléter. |               |                   |           |                      |
| en cours en 1920                         |               | M. E. Puche       |           |                      |
| Les données manquantes sont à compléter. |               |                   |           |                      |
| années 1990                              | mars 2001     | Eugène Puche      |           | agriculteur          |
| mars 2001                                | avril 2014    | Martine Lesturgez | DVG       |                      |
| avril 2014                               | décembre 2018 | Eugène Puche      |           | agriculteur retraité |

### Liste des maires délégués
| Période      | Période                      | Identité     | Étiquette | Qualité              |
| ------------ | ---------------------------- | ------------ | --------- | -------------------- |
| janvier 2019 | En cours (au 1 janvier 2019) | Eugène Puche |           | agriculteur retraité |

## Démographie
L'évolution du nombre d'habitants est connue à travers les recensements de la population effectués dans la commune depuis 1793. Pour les communes de moins de 10 000 habitants, une enquête de recensement portant sur toute la population est réalisée tous les cinq ans, les populations de référence des années intermédiaires étant quant à elles estimées par interpolation ou extrapolation. Pour la commune, le premier recensement exhaustif entrant dans le cadre du nouveau dispositif a été réalisé en 2004.

En 2016, la commune comptait 128 habitants, en évolution de −1,54 % par rapport à 2010 (Somme : −1,26 %, France hors Mayotte : +2,11 %).
| 1793 | 1800 | 1806 | 1821 | 1831 | 1836 | 1841 | 1846 | 1851 |
| ---- | ---- | ---- | ---- | ---- | ---- | ---- | ---- | ---- |
| 316  | 279  | 299  | 335  | 331  | 323  | 337  | 320  | 337  |

| 1856 | 1861 | 1866 | 1872 | 1876 | 1881 | 1886 | 1891 | 1896 |
| ---- | ---- | ---- | ---- | ---- | ---- | ---- | ---- | ---- |
| 330  | 314  | 296  | 304  | 266  | 299  | 300  | 298  | 305  |

| 1901 | 1906 | 1911 | 1921 | 1926 | 1931 | 1936 | 1946 | 1954 |
| ---- | ---- | ---- | ---- | ---- | ---- | ---- | ---- | ---- |
| 277  | 247  | 243  | 163  | 180  | 148  | 150  | 166  | 158  |

| 1962 | 1968 | 1975 | 1982 | 1990 | 1999 | 2004 | 2006 | 2009 |
| ---- | ---- | ---- | ---- | ---- | ---- | ---- | ---- | ---- |
| 141  | 104  | 86   | 94   | 124  | 103  | 126  | 132  | 126  |

| 2014 | 2016 | - | - | - | - | - | - | - |
| ---- | ---- | - | - | - | - | - | - | - |
| 134  | 128  | - | - | - | - | - | - | - |

## Culture locale et patrimoine

### Lieux et monuments
- Église Saint-Vaast[32].
- Château construit vers 1870 dans le style Louis XIII[33], reconstruit après les combats de 1914-1918. Son jardin d'agrément est inscrit au pré-inventaire des jardins remarquables[34].
- Monument aux morts, financé par M. Meurinne, adjoint au maire de 1921 et son fils, comprenant une large stèle surmontée d'un coq à fière allure, enfonçant ses ergots dans un casque allemand. Il a été inauguré le 13 novembre 1921[35].

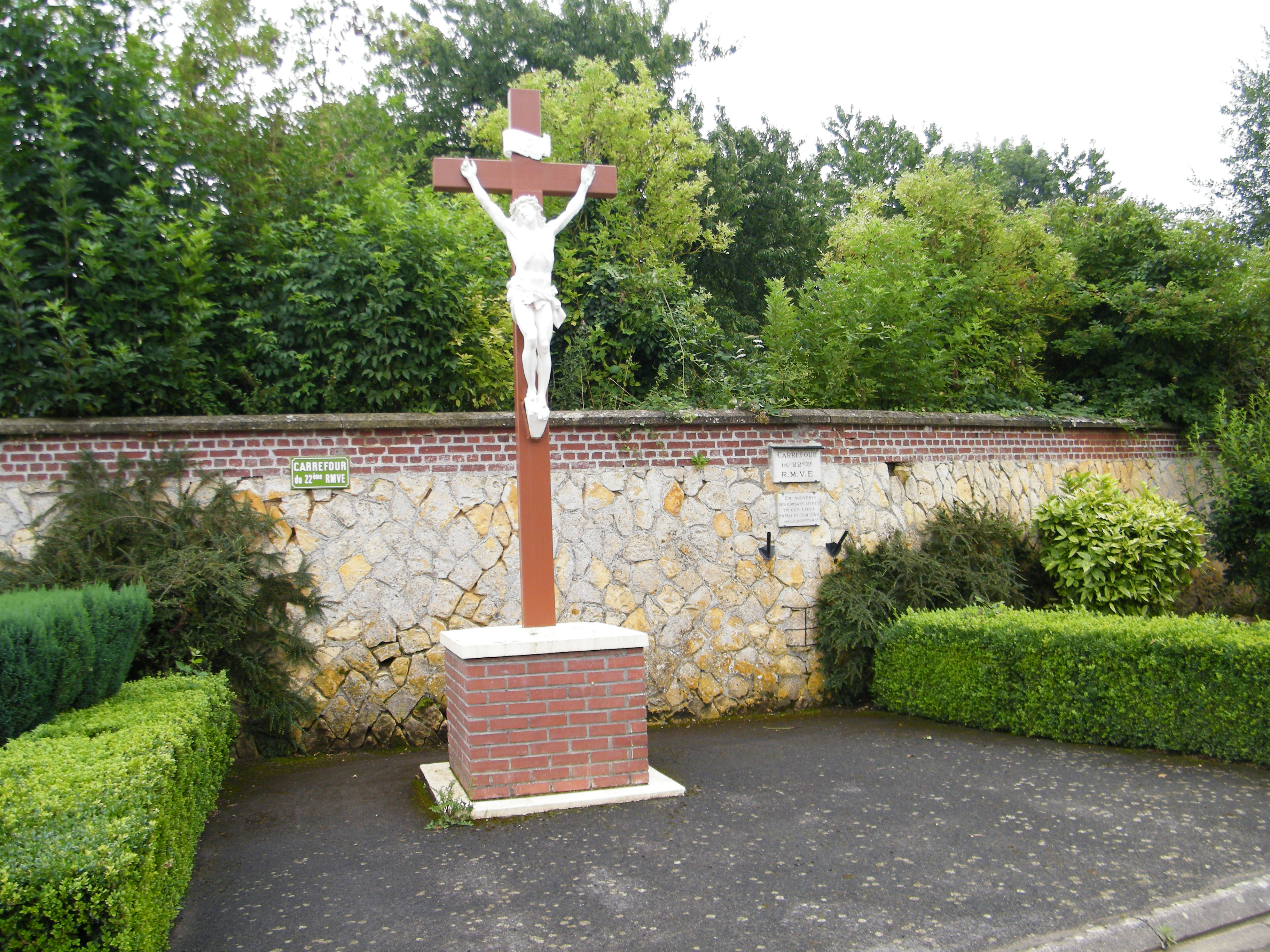
Le calvaire.

### Personnalités liées à la commune
- Madame de Misery, née Julie Louise Betauld de Chemault, épouse de Charles François Bibault, a été la première femme de chambre de Marie-Antoinette de 1770 à 1787. Elle a eu pour survivancière madame Campan.